# Saraya (catch)
Pour les articles homonymes, voir Saraya, Paige et Bevis.
 (juillet 2021).
Saraya-Jade Bevis (née le 17 août 1992 à Norwich) est une catcheuse (lutteuse professionnelle) britannique. Elle travaille actuellement à la All Elite Wrestling, sous le nom de Saraya.
Elle est connue pour son travail à la World Wrestling Entertainment, sous le nom de Paige.
Elle se fait d'abord connaître sur le circuit indépendant anglais, notamment à la World Association of Wrestling, sous le nom de Britani Knight et remporte de nombreux titres sur le circuit indépendant européen.
En 2011, Bevis signe un contrat avec la World Wrestling Entertainment (WWE), et change son nom de ring pour celui de Paige. Elle débute dans les territoires de développement de la WWE, d'abord à la Florida Championship Wrestling, puis à NXT, où elle devient la première championne féminine de NXT.
Paige fait ses débuts dans le roster principal (RAW) de la WWE le 7 avril 2014, et remporte le même jour le championnat des Divas de la WWE face à AJ Lee, devenant la plus jeune championne de l'histoire du titre à l'âge de 21 ans, ainsi que la première double championne (Divas et NXT). Elle remporte à une seconde reprise le championnat des Divas de la WWE toujours face à AJ Lee.

## Biographie
Bevis nait dans une famille de catcheurs. Ses parents, Julia Hamer-Bevis (plus connu sous le nom de Sweet Saraya) et Ian Bevis (Ricky Knight), et ses grands frères, Roy Bevis (Zebra Kid) et Zak Frary (Zak Zodiac) sont aussi des catcheurs professionnels. Pendant un petit moment, le Hall Of Famer de la WWE, Jake "The Snake" Roberts, vivait avec sa famille.

## Carrière

### Circuit indépendant (2006-2011)

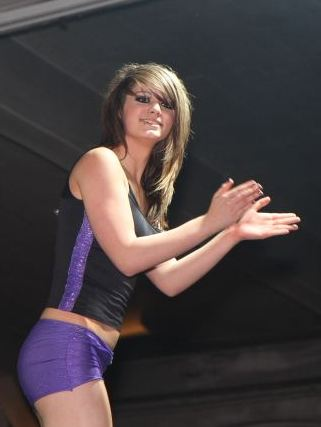
Britani Knight en 2010.

Bevis a été entraînée à la World Association of Wrestling Academy par ses parents, Ricky Knight et Sweet Saraya. Elle fait ses débuts en 2006 au sein de la fédération familiale sous le nom de Britani Knight, en faisant équipe avec sa mère, Sweet Saraya, et perdent contre Destiny et The Pink Lady, dans un match qui impliquait également Kharisma et Pixie[source insuffisante]. Elle commence à faire équipe avec Melodi, et le 10 juin 2007 elles deviennent championnes par équipe de la World Association Of Women's Wrestling, une fédération exclusivement féminine qu'a fondé Sweet Saraya à Norfolk[source insuffisante]. Elle participe au tournoi pour désigner la première championne féminine de la World Wide Wrestling League (W3L) mais elle échoue en finale face à Sara le 8 septembre[source insuffisante]. En décembre, Knight participe à un tournoi qui couronnera la première championne britannique de la WAWW. Elle parvient en finale, mais perd contre Jetta[source insuffisante].
Au cours de l'année 2008, elle affronte Sara et Jetta pour leurs ceintures respectives sans succès que ce soit le 2 février face à Sara ou le 2 mars face à Jetta, Melodi et Sweet Saraya dans un match à quatre à élimination,[source insuffisante]. Le 31 août, elle perd un match face à Destiny et Jetta remporté par cette dernière et arbitré par Sweet Saraya pour désigner la challenger pour le championnat féminin de la Real Quality Wrestling (RQW)[source insuffisante].

### World Wrestling Entertainment(2011-2022)

#### Florida Championship Wrestling (2011-2012)
En septembre 2011, Bevis signe un contrat avec la World Wrestling Entertainment. Elle est envoyée à son territoire de développement, la Florida Championship Wrestling, où elle fera ses débuts en février 2012 sous le nom de Paige. Elle fait son premier match le 18 mars en perdant avec Sofia Cortez contre Audrey Marie et Kaitlyn. En été 2012, elle est envoyée à la NXT, qui est devenu le nouveau territoire de développement de la WWE à la suite de la fermeture de la FCW.

#### Débuts àNXT, première championne deNXT, débuts àRawet double championne des Divas de la WWE (2012-2015)

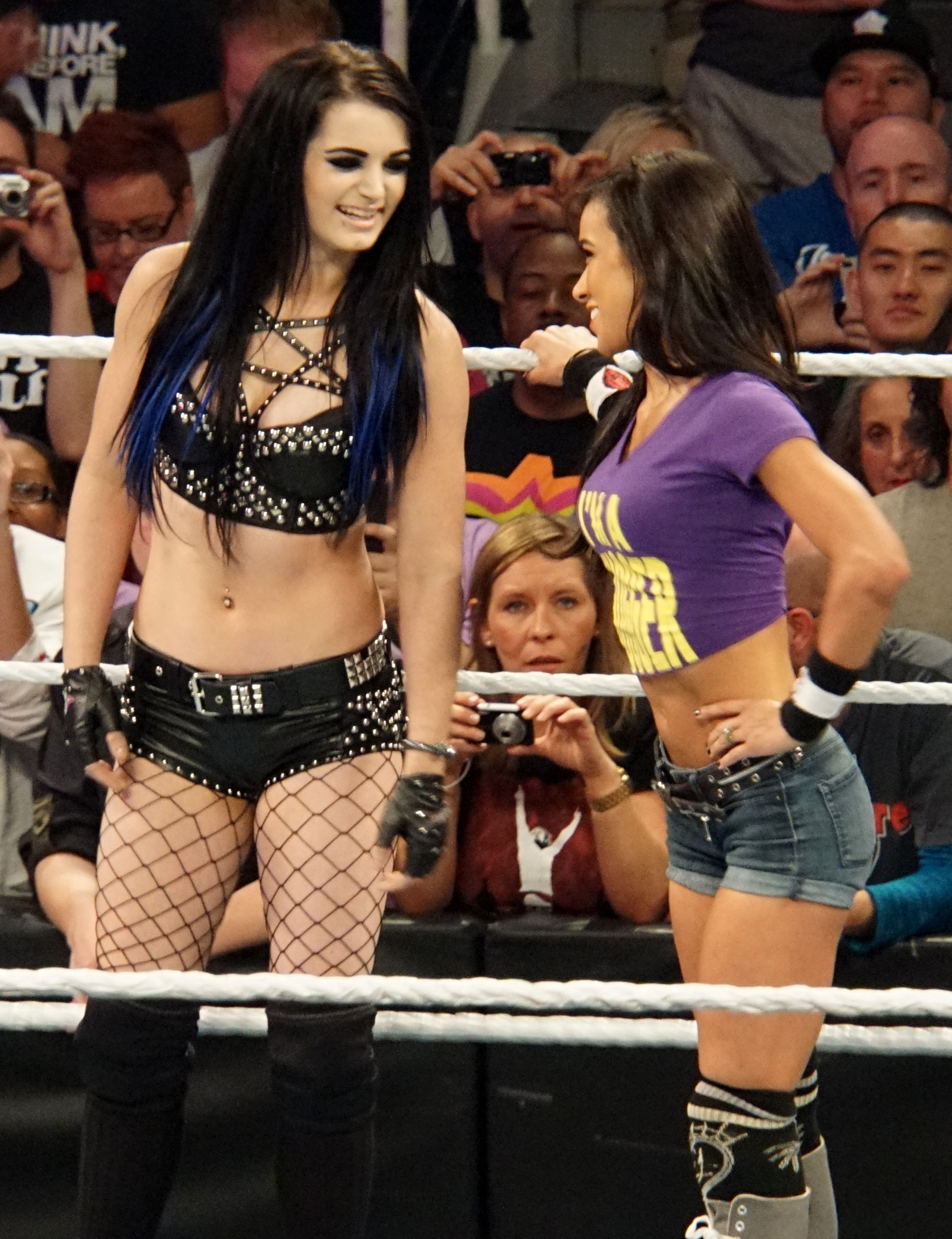
Paige et AJ Lee, en mars 2015

Le 4 juillet à NXT, elle fait ses débuts dans le show jaune en tant que face, dispute son premier match, mais perd face à Sofia Cortez.
Le 20 juin 2013 à NXT, elle devient la première championne de NXT de l'histoire en battant Emma en finale du tournoi[réf. nécessaire].

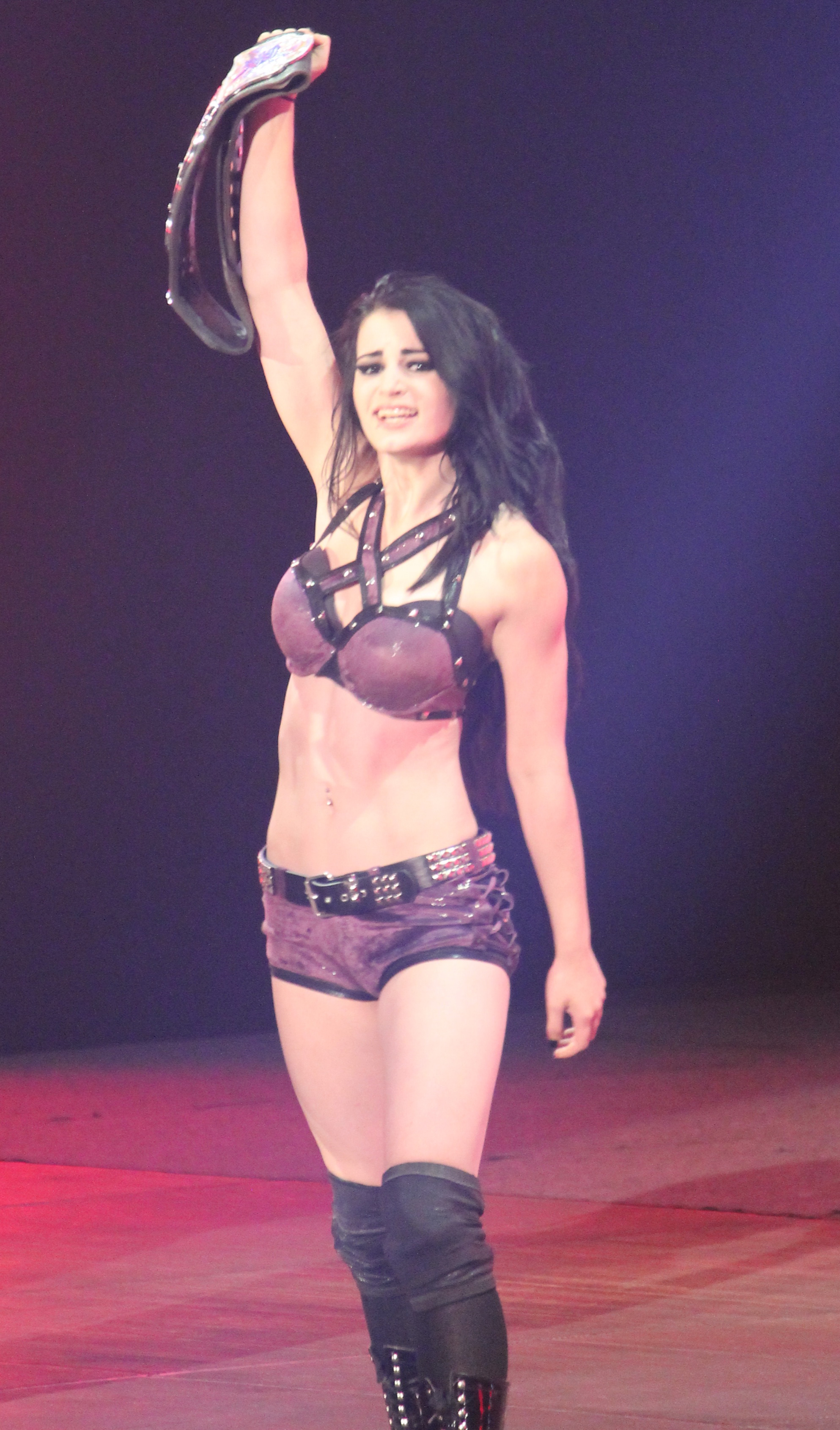
Paige remporte le WWE Divas Championship le 7 avril à Raw.

Le 27 février 2014 à NXT Arrival, elle conserve son titre en rebattant sa même adversaire par soumission[réf. nécessaire].
Le 7 avril à Raw, elle fait ses débuts dans le show rouge, dispute son premier match, devient la nouvelle championne des Divas de la WWE en battant AJ Lee, remporte le titre pour la première fois de sa carrière, devient la plus jeune catcheuse de l'histoire à gagner le titre et double championne[réf. nécessaire]. Seize soirs plus tard à NXT, le titre féminin de NXT lui est retirée, à la suite du récent titre qu'elle a remporté[réf. nécessaire]. Le 4 mai à Extreme Rules, elle conserve son titre en battant Tamina Snuka par soumission[réf. nécessaire]. Le 1er juin à Payback, elle conserve son titre en battant Alicia Fox par soumission[réf. nécessaire]. Le 29 juin à Money in the Bank, elle conserve son titre en battant Naomi[réf. nécessaire]. Le lendemain à Raw, elle ne conserve pas sa ceinture, battue par AJ Lee dans un match revanche[réf. nécessaire].
Le 18 juillet à SmackDown Live, elle fait ses débuts dans le show bleu, dispute son premier match aux côtés de AJ Lee et ensemble, les deux femmes battent Natalya et Cameron. Après le combat, elles se prennent mutuellement dans les bras et forment ainsi une alliance[réf. nécessaire]. Deux soirs plus tard à Battleground, elle ne remporte pas le titre des Divas, battue par sa nouvelle partenaire[réf. nécessaire]. Le lendemain à Raw, AJ Lee et elle battent Natalya et Emma. Après le match, elle effectue un Heel Turn en attaquant à plusieurs reprises sa désormais ex-coéquipière[réf. nécessaire]. Le 17 août à SummerSlam, elle redevient championne des Divas, pour la seconde fois, en battant son ancienne partenaire[réf. nécessaire]. Le 21 septembre à Night of Champions, elle ne conserve pas sa ceinture, rebattue par AJ Lee dans un Triple Threat match qui inclut également Nikki Bella[réf. nécessaire].
Le 26 octobre à Hell in a Cell, elle ne remporte pas le titre des Divas, rebattue par sa même adversaire[réf. nécessaire]. Le 23 novembre aux Survivor Series, l'équipe Paige, dont elle fait partie, perd face à celle de Natalya dans un 8-Women Traditional Survivor Series Divas Elimination Tag Team match[réf. nécessaire].
Le 5 janvier 2015 à Raw, elle effectue un Face Turn, car elle se range du côté de Natalya qui affronte Nikki Bella, provoque une bagarre avec la sœur jumelle de l'adversaire de la Canadienne et permet à la première de gagner le combat[réf. nécessaire]. Le 25 janvier au Royal Rumble, The Queen of Hearts et elle perdent face aux Bella Twins[réf. nécessaire]. Le 22 février à Fastlane, elle ne remporte pas le titre des Divas, battue par Nikki Bella[réf. nécessaire]. Le 29 mars à WrestleMania 31, AJ Lee et elle battent les sœurs jumelles[réf. nécessaire].
Le 31 mai à Elimination Chamber, elle ne remporte pas la ceinture, rebattue par sa même adversaire dans un Triple Threat match qui inclut également Naomi[réf. nécessaire]. Le 14 juin à Money in the Bank, elle ne remporte pas le titre des Divas, battue par Nikki Bella pour la troisième fois consécutive[réf. nécessaire].

#### Team P.C.B., course au Divas Championship, blessure, retour (2015-2016)

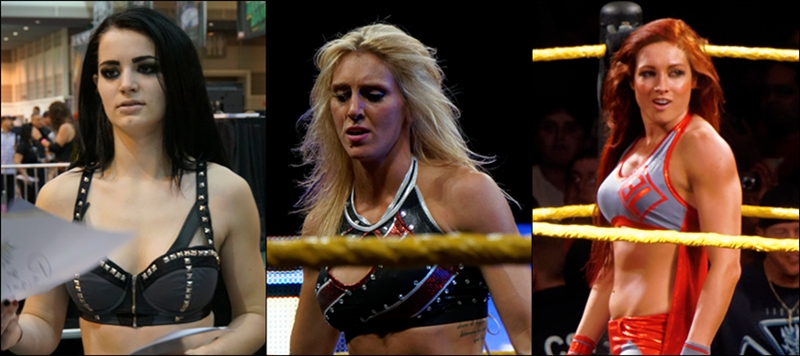
Team P.C.B. : de gauche à droite, Paige, Charlotte et Becky Lynch

Le 13 juillet à Raw, elle s'allie officiellement avec Becky Lynch et Charlotte qui font leurs débuts dans le show rouge, et les trois femmes forment un trio appelé P.C.B. Elles confrontent l'équipe Bella (les Bella Twins et Alicia Fox), mais l'arrivée de celle de B.A.D (Sasha Banks, Naomi et Tamina) provoque une bagarre générale entre les trois trios féminins[réf. nécessaire]. Le 19 juillet à Battleground, l'Irlandaise et elle assistent à la victoire de leur équipière sur Brie Bella et Sasha Banks par soumission dans un Triple Threat match[réf. nécessaire]. Le 23 août à SummerSlam, l'équipe P.C.B bat celles des Bella et B.A.D dans un Triple Threat Elimination Tag Team Match[réf. nécessaire]. Le 20 septembre à Night of Champions, Ric Flair, Becky Lynch et elle félicitent Charlotte qui est devenue la nouvelle championne des Divas en battant Nikki Bella par soumission[réf. nécessaire]. Le lendemain à Raw, elle effectue un Heel Turn avec une promo, dans laquelle elle explique que la révolution féminine a eu lieu grâce à elle, que Charlotte est au top niveau grâce à son père et réprimande les Superstars de la division féminine[réf. nécessaire].
Le 26 octobre à Raw, les trois femmes perdent face à l'équipe Bella. Après le combat, elle met officiellement fin au trio en attaquant ses désormais anciennes partenaires[réf. nécessaire]. Le 22 novembre aux Survivor Series, elle ne remporte pas le titre des Divas, battue par The Queen par soumission[réf. nécessaire]. Le 13 décembre à TLC, elle ne remporte pas la ceinture, rebattue par sa même adversaire de manière controversée[réf. nécessaire].
Le 18 janvier 2016 à Raw, elle effectue un Face Turn, accompagne Natalya et assiste à sa victoire sur Brie Bella[réf. nécessaire].
Le 2 avril à WrestleMania 32, les Total Divas (Brie Bella, Alicia Fox, Eva Marie, Natalya et elle) battent l'équipe B.A.D & Blonde (Naomi, Tamina, Lana, Summer Rae et Emma) dans un 10-Diva Tag Team match[réf. nécessaire].

#### Draft àRawet période d'inactivité (2016-2017)
Le 19 juillet, elle est draftée à Raw[réf. nécessaire] alors que son dernier combat remonte au 27 juin 2016. Sa mère (Sweet Saraya) a confirmé sur Twitter qu'elle est absente à cause d'une blessure à l'épaule. Le 17 août, elle est suspendue 30 jours par la WWE à la suite d'un non-respect des règles de Wellness Policy, et devient la première femme de l'histoire de la WWE à être suspendue pour cette raison. À la mi-septembre, elle explique la raison de cette suspension qui est due à un retard à un des contrôles. Le 10 octobre, Paige est à nouveau suspendue pour 60 jours pour avoir pris des antalgiques qui sont interdits par la WWE.

#### Retour àRaw, Absolution, GM deSmackDown Liveet départ (2017-2022)
Le 20 novembre 2017 à Raw, elle effectue son retour de blessure après un an d'absence, en tant que Heel, accompagnée de Mandy Rose et Sonya Deville avec qui elle s'est officiellement alliée, formant un trio appelé Absolution. Les trois femmes interrompent le Fatal 4-Way match entre Alicia Fox, Bayley, Mickie James et Sasha Banks en attaquant leurs quatre rivales. Peu après dans les coulisses, elles attaquent la championne de Raw, Alexa Bliss[réf. nécessaire]. Le 28 décembre lors d'un House Show, alors que ses partenaires et elle affrontaient Bayley, Mickie James et Sasha Banks, la dernière la blesse accidentellement à la nuque, à la suite d'un mauvais coup.
Le 16 janvier 2018, sa blessure à la nuque la contraint à déclarer forfait pour le Royal Rumble, car elle va devoir s'absenter pour une durée indéterminée.
Le 9 avril à Raw, elle annonce officiellement la fin de sa carrière de catcheuse, à la suite de sa blessure à la nuque qui l'éloigne des rings pour une durée indéterminée[réf. nécessaire]. Le lendemain à SmackDown Live, elle est nommée officiellement nouvelle GM du show bleu, remplace Daniel Bryan à ce poste et effectue un Face Turn[réf. nécessaire].
Le 20 décembre à SmackDown Live, elle est officiellement relevée de ses fonctions, à la suite d'une décision de la famille McMahon de renouveler la compagnie[réf. nécessaire].
Le 20 mars 2020 à SmackDown, elle effectue une dernière apparition en annonçant un Fatal 5-Way Elimination match à WrestleMania 36, où Bayley mettra son titre féminin de SmackDown en jeu contre Sasha Banks, Lacey Evans, Naomi et Tamina[réf. nécessaire].
Le 14 juin 2022, elle quitte officiellement la compagnie.

### All Elite Wrestling (2022-2025)
Le 21 septembre 2022 à Dynamite: Grand Slam, elle fait ses débuts à la All Elite Wrestling en venant en aide à Toni Storm, attaquée par Dr Britt Baker D.M.D, Serena Deeb et Jamie Hayter[réf. nécessaire]. Le soir même, elle signe officiellement avec la compagnie.
Le 19 novembre à Full Gear, elle fait son retour sur le ring après 5 ans d'inactivité à la suite de sa longue blessure à la nuque, dispute son premier match et bat la dentiste.
Le 18 janvier 2023 à Dynamite, elle distrait Willow Nightingale pour permettre à Toni Storm de battre son adversaire, et après le combat, la Néo-Zélandaise et attaque la première, mais prennent la fuite à l'arrivée de Ruby Soho[réf. nécessaire]. Le 5 mars 2023 à Revolution, elle ne remporte pas le titre mondial féminin de la AEW, battue par Jamie Hayter dans un 3-Way match qui inclut également Ruby Soho. Après le combat, sa seconde adversaire effectue un Heel Turn en portant un No Future sur la championne, un Destination Unknown sur la dentiste et rejoint officiellement son clan.
Le 27 août à All In, elle devient la nouvelle championne du monde de la AEW en battant Toni Storm, Hikaru Shida et Dr Britt Baker D.M.D dans un 4-Way match, remporte le titre pour la première fois de sa carrière et son troisième titre personnel. Pendant le combat, la Néo-Zélandaise frappe accidentellement sa mère, ce qui créent des tensions entre les deux femmes. Le 13 septembre à Dynamite, elle annonce l'exclusion du clan de sa désormais ex-partenaire, après avoir observé cette dernière devenir aspirante n°1 à son titre pour la semaine à venir[réf. nécessaire]. La semaine suivante à Dynamite: Grand Slam, elle conserve son titre en battant Toni Storm[réf. nécessaire].
Le 10 octobre à Dynamite, elle ne conserve pas son titre, battue par Hikaru Shida[réf. nécessaire].
Le 26 mars, elle quitte officiellement la compagnie.[réf. nécessaire]

## Vie privée
En mars 2015, elle était en couple avec le guitariste du groupe A Day To Remember, Kevin Skaff. Ils se sont fiancés durant l'année 2015, mais le couple se sépare en février 2016.
Le 20 mars 2017, des photos d'elle nue et des vidéos de ses ébats sexuels ont été divulguées sur Internet.
Fin 2024, elle se sépare du chanteur de Falling In Reverse, Ronnie Radke.

## Palmarès
- All Elite Wrestling
  - 1 fois championne du monde de la AEW
- World Wrestling Entertainment
  - 2 fois championne des Divas de la WWE (plus jeune)
  - 1 fois championne de la NXT (première et plus jeune)
- German Stampede Wrestling
  - 2 fois championne féminine de la GSW
- Herts & Essex Wrestling
  - 2 fois championne de la HEW
- Premier Wrestling Federation
  - 2 fois championne par équipes de la PWF avec Sweet Saraya
- Pro-Wrestling: EVE
  - 2 fois championne de la Pro-Wrestling: EVE
- Real Deal Wrestling
  - 2 fois championne de la RDW
- Real Quality Wrestling
  - 2 fois championne de la RQW
- Swiss Championship Wrestling
  - 2 fois championne de la SCW
- World Association of Women's Wrestling
  - 2 fois championne de la WAWW
  - 2 fois championne par équipes de la WAWW avec Melodi
  - 2 fois championne hardcore de la WAWW
- World Association of Wrestling
  - 2 fois championne de la WAW

## Récompenses de magazines
- Pro Wrestling Illustrated

| Année | 2012 | 2013 | 2014 | 2015 | 2016 | 2017 à 2022 | 2023 |
| ----- | ---- | ---- | ---- | ---- | ---- | ----------- | ---- |
| Rang  | 30   | 12   | 1    | 2    | 19   | Non classée | 52   |

## Filmographie
- 2015 : L'Assistant du père Noël de Gil Junger : Eleanor
- 2016 : Scooby-Doo et WWE : La Malédiction du pilote fantôme de Tim Divar et Brandon Vietti : elle-même (voix)
- 2017 : Les Rois de la glisse 2 d'Henry Yu : elle-même (voix)
- 2019 : Une famille sur le ring de Stephen Merchant : elle-même (interpretée par Florence Pugh)

### Télévision
- Depuis 2013 : WWE Total Divas : elle-même